# Henning Larsen (Leichtathlet)
Henning Larsen (* 12. Dezember 1910 in Helsingør; † 11. Januar 2011 ebd.) war ein dänischer Marathonläufer.
1946 wurde er bei den Leichtathletik-Europameisterschaften in Oslo auf einer ca. 2 km zu kurzen Strecke Achter in 2:32:50 h und kam beim Košice-Marathon mit seiner persönlichen Bestzeit von 2:38:37 h auf den dritten Platz.
1947 wurde er in Košice Vierter in 2:41:31 h, und 1948 wurde er bei den Olympischen Spielen in London Zehnter in 2:41:22 h.
Neunmal wurde er Dänischer Meister im Marathon (1941, 1943–1950), sechsmal im 20-km-Straßenlauf (1939, 1941, 1943, 1947, 1949, 1950) und je einmal über 5000 m (1937) und 10.000 m.